# Mario Rodríguez Cobos
Pour les articles homonymes, voir Mario Rodríguez (homonymie), Rodríguez, Cobos et Silo.
Vous pouvez aider à l'améliorer ou bien discuter des problèmes sur sa page de discussion.
- Il n'est pas vérifiable et peut contenir des informations totalement erronées. Il est fortement conseillé aux contributeurs d'étayer son contenu par des sources fiables. Sans cela, sa suppression pourrait être envisagée. (si vous venez d'apposer le bandeau, veuillez cliquer sur ce lien pour créer la discussion et en afficher les indications). (Marqué depuis janvier 2023)

- Archive Wikiwix
- Bing
- Cairn
- DuckDuckGo
- E. Universalis
- Gallica
- Google
- G. Books
- G. News
- G. Scholar
- Persée
- Qwant
- (zh) Baidu
- (ru) Yandex
- (wd) trouver des œuvres sur Wikidata

Vous pouvez aider à l'améliorer ou bien discuter des problèmes sur sa page de discussion.
- Il ne s’appuie pas, ou pas assez, sur des sources secondaires ou tertiaires. (Marqué depuis janvier 2023)
- Son ton est trop élogieux, voire hagiographique. Le texte doit adopter un ton neutre et encyclopédique (aide). (Marqué depuis janvier 2023)

- Archive Wikiwix
- Bing
- Cairn
- DuckDuckGo
- E. Universalis
- Gallica
- Google
- G. Books
- G. News
- G. Scholar
- Persée
- Qwant
- (zh) Baidu
- (ru) Yandex
- (wd) trouver des œuvres sur Wikidata

Silo, de son vrai nom Mario Luis Rodríguez Cobos, né le 6 janvier 1938 et mort le 16 septembre 2010, est un auteur argentin dont les écrits, dans les domaines de la littérature, la philosophie, la psychologie, la politique et la spiritualité, ont été traduits dans plusieurs dizaines de langues.
Il est aussi le fondateur du Mouvement Humaniste qui, à travers ses « organismes » (Parti humaniste, Convergence des cultures, La Communauté pour le développement humain, Mondes sans guerres et sans violences, Centre d'études humanistes), agit sur les cinq continents dans les champs politique, social et culturel.
Son livre Le Message de Silo, qui décrit « le chemin à parcourir, à travers l’étude, l’expérience et une humble méditation, pour convertir le non-sens de la vie en sens et en plénitude, pour accéder aux espaces sacrés de la conscience humaine », a donné naissance à un courant spirituel à travers le monde entier.
En 2017, 34 Parcs d'étude et de réflexion irradient son enseignement sur différents continents.

## Biographie
Silo naît au sein d’une famille de classe moyenne, d’origine espagnole, à Mendoza, Argentine. Au cours de sa scolarité, où il obtient d’excellentes notes, il se consacre également à la gymnastique artistique pour se spécialiser dans le cheval d’arçon (il fait partie de l’équipe nationale qui participe aux Jeux olympiques de 1964 à Tokyo). Il s’implique dans diverses organisations de jeunes et publie des articles dans des revues culturelles. Par ailleurs, il prend des cours de langues (français et italien) et de philosophie, étudie le droit à l’université de Buenos Aires et, lorsque la faculté de Sciences politiques ouvre à Mendoza, retourne dans sa ville natale pour poursuivre ses études dans cette branche.
Il commence à former des groupes de recherche sur l’être humain et sa problématique existentielle et sociale. Il parcourt son propre pays, l’Amérique du Sud et l’Europe. Il exercera divers métiers.
Le 4 mai 1969, il organise son premier discours public, qui sera interdit par le gouvernement militaire et qui finalement aura lieu dans les solitudes des montagnes, dans la cordillère des Andes, près du mont Aconcagua, à Punta de Vacas, en présence d’environ 200 personnes, encerclées par les militaires et leurs mitraillettes. C’est à partir de ce premier discours public, connu comme La guérison de la souffrance, dans lequel il expose des thèmes relatifs au dépassement de la douleur et de la souffrance, la racine de la violence et le sens de la vie, que se formeront les premiers groupes de l'école spirituelle appelée Centre de la religion intérieure, d'inspiration Gourdieffienne qui, quelques années plus tard, constitueront le Mouvement humaniste.
Il se marie avec Ana Luisa Cremaschi ; ils ont deux fils, Alejandro et Federico, et vivent dans sa ville natale, sans jamais déménager.
En 1972, il publie Le regard intérieur, dont l'influence de Georges Gurdjieff est notoire, "Manuel du pouvoir jeune" et "Méditation transcendantale", et les groupes initiaux se multiplient, principalement dans d’autres pays à cause des persécutions de la dictature militaire qui les oblige à s’exiler ; Silo lui-même est emprisonné et relâché plusieurs fois. L'activité de ces groupes consistait en réunions de réflexion, des rituels proches de la méditation, dont le célèbre "télédiol" ainsi que des activités prosélytes par la recherche de nouveaux adhérents.
Ce n'est que progressivement, des années plus tard, sous son influence, que son mouvement commence à délaisser les activités spirituelles pour devenir social, philosophique et politique, mais toujours accompagné de pratiques d'auto-connaissance et de développement personnel.
Il développe la pensée du Nouvel humanisme, ou Humanisme universaliste, et fonde le Mouvement humaniste qui se définit comme l’ensemble des personnes qui, de façon organisée, mettent en application ladite pensée couvrant toutes les dimensions de l’existence humaine, sur les plans individuel et social.
À partir des années 1980, le Mouvement humaniste donne origine à divers organismes sociaux, politiques et culturels (Parti humaniste, Convergence des cultures, la Communauté pour le développement humain, Mondes sans guerres et sans violences, le Centre d’études humanistes) ainsi qu’à des fronts d’actions (éducation, santé…) dans une centaine de pays.
En 1981, Silo est invité à exprimer ses idées, notamment sur la Non-violence, l’action valable et le sens de la vie, lors de divers actes publics en Europe (Madrid, Paris, Rome, Berlin), en Inde (Bombay), au Sri Lanka (Colombo), en Californie (San Francisco), au Mexique, entre autres. Les discours les plus importants ont été rassemblés dans Silo parle.
En octobre 1993, l'Académie des sciences de Moscou lui décerne le titre de Docteur honoris causa. Lors de cette cérémonie, il présente ses idées sur les conditions du dialogue et conclut : 
« Il n’y aura pas de dialogue véritable sur les thèmes de fond de cette civilisation, tant que la société ne perdra pas ses illusions alimentées par les spéculateurs de ce système en vigueur. Le dialogue continuera d’être non substantiel et déconnecté des motivations profondes de la société. Cependant, il est clair que, sous certaines latitudes, quelque chose de nouveau est en train de surgir, quelque chose qui commence par le dialogue entre quelques spécialistes et qui, par la suite, occupera la place publique. »
En 1997, Silo reçoit en Italie le 1er prix de littérature et de poésie, pour son ouvrage Le Jour du lion ailé.
En 1999, Silo se retire du Mouvement humaniste, qui poursuit son développement de façon autonome, et publie en 2002 Le Message de Silo – composé de trois parties : le Livre (Le Regard intérieur), l’Expérience (8 cérémonies) et le Chemin (un ensemble de réflexions et suggestions) – et impulse la création de Parcs d'étude et de réflexion (actuellement plus de 20, sur 4 continents).
Dans les années qui suivront, il s'exprimera à plusieurs reprises depuis Punta de Vacas, notamment pour exhorter à la réconciliation et à reconnaître le sacré dans l’être humain et autour de soi. Mais il acceptera aussi de nombreuses invitations de par le monde, tantôt dans des lieux humbles comme de petites salles de quartier, tantôt à des événements massifs, comme les Forums humanistes de Lisbonne (Portugal), Santiago (Chili) et Quito (Équateur), ou encore pour participer aux différentes inaugurations des Parcs d'étude et de réflexion. Il continue aussi de donner des conférences sur ses œuvres, notamment sur Notes de psychologie.
Le 11 novembre 2009, c'est en tant que penseur du Nouvel humanisme et inspirateur de la Marche Mondiale pour la Paix et la Non-violence que Silo est invité à prendre la parole au 10e sommet des lauréats du Prix Nobel de la paix à Berlin, dont le thème est « Abattre de nouveaux murs et construire des ponts pour assurer un Monde de Droits Humains et un Monde sans violence ». Son intervention est intitulée Le sens de la Paix et de la Non-violence dans le moment actuel. À cette occasion, Silo insiste sur la principale urgence du moment actuel : le désarmement nucléaire mondial.
Le 16 septembre 2010, à la suite d'une maladie rénale, Silo meurt dans sa maison, entouré de sa famille et de quelques amis proches.

## La pensée de Silo

### Dans le domaine de la psychologie
Le concept de l’intentionnalité de la conscience, abordé par Franz Brentano et développé par Edmund Husserl dans Idées directrices pour une phénoménologie pure, deviendra le thème central de la pensée de Silo, qui fait la distinction entre sensation, perception et représentation : 
« Nous pouvons comprendre provisoirement la sensation comme le registre que l'on obtient lorsque l'on détecte un stimulus provenant du milieu externe ou interne, lequel stimulus produit une variation de tonus dans le travail du sens affecté. Mais l'étude de la sensation doit aller plus loin encore, car nous constatons qu'il y a des sensations qui accompagnent les actes de penser, de se rappeler, d'apercevoir, etc. […] Nous comprendrons par perception, une structuration de sensations faite par la conscience, se référant à un sens ou à plusieurs sens. […] Nous préférons comprendre l'image comme une re-présentation structurée et formalisée des sensations ou des perceptions qui ont pour origine, ou qui ont eu pour origine, le milieu externe ou interne. L'image, alors, n'est pas une “copie”, mais une synthèse, une intention et elle n'est pas non plus simple passivité de la conscience. […]
Dans cette étude, nous cherchons à démontrer que l'image est une manière active pour la conscience d'être dans le monde, une manière d’être qui ne peut être indépendante de la spatialité et une manière d'être dans laquelle les nombreuses fonctions accomplies par l’image dépendent de la position qu'elle occupe dans cette spatialité. […]
À toute perception correspond une représentation qui, indéfectiblement, modifie les données de la "réalité". Autrement dit, la structure perception-image est un comportement de la conscience dans le monde, dont le sens est la transformation de ce monde. […]
Cette façon d'être de la conscience dans le monde est fondamentalement un mode d'action en perspective, dont la référence spatiale immédiate est le propre corps et non pas seulement l'intracorps. Mais le corps, en étant objet du monde, est également objet du paysage et objet de transformation. Le corps finit par devenir prothèse de l’intentionnalité humaine. Si les images permettent de reconnaître et d'agir, alors c’est selon la manière dont se structurera le paysage des individus et des peuples, selon ce que seront leurs nécessités (ou ce qu'ils considèrent comme leurs nécessités), qu’elles tendront à transformer le monde. »
Extrait de Psychologie de l’image dans Contribution à la pensée.
De la même façon, il réfute les idées sur l’inconscient et le subconscient – des « mythes de l’époque » – dont les prémisses scientifiques ne sont pas formulées correctement, pour développer l’étude de la coprésence, des impulsions et de leurs traductions, des différents niveaux de conscience, des centres de réponses, etc., dans le cadre du psychisme et du fonctionnement de la conscience.
Par ailleurs, la pensée de Silo apporte aussi des innovations grâce à sa définition de « l’espace de représentation » :
« Mais comme tous les sens produisent une représentation et comme cette représentation a lieu dans un espace mental, cet espace pose une enceinte dans laquelle se placent les représentations provenant de différentes sources perceptuelles. Cet espace n’est rien d’autre que l’ensemble des représentations internes du système cénesthésique propre. L’espace mental est une sorte d’écran qui reproduit les impulsions de la propre cénesthésie. Ainsi, tout phénomène de perception arrivant à l’appareil de coordination se place en un point de l’écran de représentation. Qu’il s’agisse d’un son, d’une odeur ou d’un objet qui passe par la voie visuelle, il se place dans tous les cas en un point de l’espace de représentation. Cet espace n’est pas seulement composé de deux plans ; il a aussi de la profondeur, du volume et il reproduit approximativement le propre corps. Il s’agit d’un "corps" de représentation ou, en d’autres termes, d’un "tréfonds référentiel spatial". »
Extrait de Psychologie II dans Notes de psychologie.

### Conception de l’être humain
Silo se démarque également des cercles académiques par sa conception de l’être humain, conception qui conduit à la formation du Mouvement humaniste se définissant comme l’ensemble des personnes qui étudient et interprètent les nécessités de l’être humain et créent les conditions pour avancer du champ du déterminisme vers le champ de la liberté, c’est-à-dire pour le dépassement de la douleur et de la souffrance sur les plans individuel et social.
« […] L’homme est l’être historique dont le mode d’action sociale transforme sa propre nature. Si j’admets ce qui précède, je devrais accepter que cet être peut transformer de façon intentionnelle sa constitution physique. Cela se produit déjà. Il a commencé en utilisant des instruments qui, placés devant le corps comme des “prothèses” externes, lui ont permis d’allonger sa main, de perfectionner ses sens et d’augmenter sa force et sa qualité de travail. Bien sûr, il n’était pas doté pour les milieux liquide et aérien, cependant il a créé des conditions pour s’y déplacer jusqu’à commencer à émigrer de son milieu naturel, la planète Terre. De plus, aujourd’hui, il s’introduit dans son propre corps en changeant ses organes, en intervenant sur sa chimie cérébrale, en fécondant in vitro et en manipulant ses gènes. Si avec l’idée de “nature” on a voulu indiquer ce qui est permanent, cette idée est aujourd’hui inadéquate même si on veut l’appliquer au plus objectal de l’être humain, c’est-à-dire son corps. Et en ce qui concerne une “morale naturelle”, un “droit naturel” ou des “institutions naturelles”, nous trouvons au contraire que dans ce champ, tout est historico-social et que rien ici n’existe "par nature" […] »
Extrait de la quatrième lettre dans Lettres à mes amis.
« […] L’action des humanistes ne s’inspire pas de théories fantaisistes sur Dieu, la nature, la société ou l’histoire. Elle s’inspire des nécessités vitales qui consistent à éloigner la douleur et à s’approcher du plaisir. Mais, à ces nécessités, la vie humaine ajoute la prévision du futur en se fondant sur l’expérience passée et sur l’intention d’améliorer la situation présente. Son expérience n’est pas le simple produit de sélections ou d’accumulations naturelles et physiologiques comme c’est le cas pour toutes les autres espèces ; elle est aussi expérience sociale et expérience personnelle lancées pour dépasser la douleur actuelle et l’éviter dans l’avenir. Son travail, accumulé au travers des productions sociales, se transmet et se transforme de génération en génération, dans une lutte continue pour améliorer les conditions naturelles, y compris celles de son propre corps. C’est pourquoi, on doit définir l’être humain comme un être historique, ayant un mode d’action sociale capable de transformer le monde et sa propre nature. Et chaque fois qu’un individu ou un groupe humain s’impose à d’autres par la violence, il parvient à arrêter l’histoire transformant ses victimes en objets “naturels”. La nature n’ayant pas d’intentions, lorsque l’on nie la liberté et les intentions des autres, on les transforme en objets naturels, en objets d’utilisation […] »
Extraits de la sixième lettre dans Lettre à mes amis.

### Dans le domaine spirituel
Concernant la spiritualité, Silo explique sa pensée en ces termes :
« Notre spiritualité n’est pas la spiritualité de la superstition, elle n’est pas la spiritualité d’intolérance, elle n’est pas la spiritualité du dogme, elle n’est pas la spiritualité de la violence religieuse ; elle est la spiritualité qui s’est réveillée de son profond sommeil pour nourrir les êtres humains dans leurs meilleures aspirations.
Et chaque être humain dispose du plein droit de croire ou de ne pas croire en l’Immortalité et dans le Sacré. Le Message accorde la plus grande importance à ces thèmes, car l’orientation de la vie d’une personne sera en fonction de la posture qu’elle assume à leur sujet.
Le Message assume les difficultés d’examiner ouvertement les croyances fondamentales, heurtant la censure et l’auto-censure qui inhibent la pensée libre et la bonne conscience. Dans le contexte de la libre interprétation que favorise Le Message, on admet que, pour certaines personnes, l’Immortalité se réfère aux actions réalisées dans la vie et que leurs effets se perpétuent dans le monde physique malgré la mort physique. Pour d’autres, la mémoire conservée par les êtres chers, ou même par des groupes ou des sociétés entières, garantit la pérennité après la mort physique. Pour d’autres encore, l’Immortalité est considérée comme perpétuation personnelle à un autre niveau, dans un autre "paysage" d’existence.
Toujours dans le cadre de la libre interprétation, certains ressentent le Sacré comme moteur de l’affection la plus profonde. Pour eux, les enfants ou les êtres chers représentent le Sacré et revêtent une valeur maximale. D’autres considèrent l’être humain comme Sacré ainsi que ses droits universels. D’autres encore expérimentent la divinité comme l’essence du sacré.
Dans les communautés qui se forment autour du Message, on considère que les différentes postures assumées face à l’Immortalité et au Sacré ne doivent pas être simplement « tolérées » mais véritablement respectées. »
Le Message de Silo

## Publications
- Lettres à mes amis, à propos de la crise sociale et personnelle dans le monde actuel, Éd. Références, 1994,
- Humaniser la terre, Éd. Références, 1997,
- Expériences guidées, Éd. Références, 1997,
- Propos, recueil d'opinions, de commentaires et de conférences 1969-1995, Éd. Références, 1999,
- Le Message de Silo, Éd. Références, 2002,
- Mythes-racines universels, Éd. Références, 2005,
- Silo à ciel ouvert, Éd. Références, 2007,
- Le Jour du lion ailé, Éd. Références, 2007,
- Commentaires au Message, Éd. Références, 2010,